# Phasis splendens
Phasis splendens är en fjärilsart som beskrevs av William Swainson 1833. Phasis splendens ingår i släktet Phasis och familjen juvelvingar. Inga underarter finns listade i Catalogue of Life.